# 1993 год в истории метрополитена
В этой статье перечисляются основные  события из истории метрополитенов в 1993 году. Полужирным шрифтом выделены открытия новых транспортных систем.

## События
- 2 февраля — масштабное переименование станций Киевского метрополитена. Переименованы станции:
  - на Святошинско-Броварской линии: «Октябрьская» — в «Берестейскую», «Завод „Большевик“» — в «Шулявскую», «Ленинская» — в «Театральную», «Комсомольская» — в «Черниговскую», «Пионерская» — в «Лесную»;
  - на Куренёвско-Красноармейской линии: «Проспект Корнейчука» — в «Оболонь», «Красноармейская» — в «Дворец „Украина“», «Дзержинская» — в «Лыбедскую»;
  - на Сырецко-Печерской линии: «Мечникова» — в «Кловскую».
- 23 марта — открыт Неаполитанский метрополитен.
- 25 марта — открыта станция Самарского метрополитена «Спортивная».
- 22 мая — открыты 3 станции Мюнхенского метрополитена: «Хадернер Штерн», «Гросхадерн», «Клиникум Гросхадерн». В Мюнхене теперь 71 станция.
- 28 мая — открыт тестовый участок Шанхайского метрополитена, длиной 4,4 км с 4 станциями.
- 26 июня — открыта первая очередь Тулузского метрополитена («Бассо-Камбо» — «Жолимон»).
- 16 августа — открыта 12-я станция Хельсинкского метрополитена — «Руохолахти».
- 26 сентября — ввод в эксплуатацию участка Hauptbahnhof — Kettwiger Straße Дюссельдорфского метрополитена.
- 20 ноября — открыты 5 станций Мюнхенского метрополитена: «Мильбертсхофен», «Франкфуртер Ринг», «Ам Харт», «Хартхоф», «Дюльферштрассе». В Мюнхене теперь 76 станций.
- 20 декабря — открыта первая очередь Сормовской линии Нижегородского метрополитена: от уже существующей станции «Московская» (одновременно Сормовской и Автозаводской линий) поезда отправились к станциям «Канавинская» и «Бурнаковская». В Нижегородском метрополитене теперь 12 станций.
- 27 декабря — открыта станция Бакинского метрополитена «Джафар Джаббарлы».
- 30 декабря — открыта станция Самарского метрополитена «Гагаринская».

## Происшествия
| Дата       | Метро                   | Погибли | Пострадали | Описание                            |
| ---------- | ----------------------- | ------- | ---------- | ----------------------------------- |
| 3 февраля  | Лондонский метрополитен | 0       | 0          | Теракт на станции «Саут-Кенсингтон» |
| 20 декабря | Лондонский метрополитен | 0       | 0          | Теракт на станции «Норфиелдс»       |